# Альшин Ільнур Туфікович
Ільнур Туфікович Альшин (рос. Ильнур Туфикович Альшин, нар. 31 серпня 1993, Тюмень, Росія) — російський футболіст, півзахисник клубу «Факел». Майстер спорту Росії.

## Ігрова кар'єра

### Клубна
Ільнур Альшин є вихованцем футбольної академії московського «Спартака», куди він потрапив у 2010 році. Грав за молодіжну команду «Спартака», разом з якою ставав переможцем російської першості. Перд початком сезону 2013/14 Альшин перейшов до воронезького «Факела», з яким у наступному сезоні виборов підвищення до ФНЛ. 
У грудні 2016 року приєднався до клубу «Тосно» і за результатами сезону вийшов до Прем'єр-ліги. У липні 2017 року Альшин дебютував в елітному дивізіоні. У липні 2017 року Альшин був відданий в оренду у курський «Авангард», з яким влітку 2018 року дістався фіналу Кубка Росії, де «Авангард» поступився «Тосно». Вже наступного місяця курський клуб запропонував футболісту контракт на повноцінній основі.
У січня 2019 року Альшин як вільний агент перейшов до «Тамбова», де грав до кінця сезону. Після цього три сезони провів у складі «Балтики». У червні 2022 року футболіст перейшов до «Факела», який на той момент підвищився до РПЛ.

### Збірна
Ільнур Альшин провів кілька матчів у юнацьких збірних Росії.

## Досягнення
Авангард
- Фіналіст Кубка Росії: 2017/18